# Kobayakawa Hideaki
Kobayakawa Hideaki est un nom japonais traditionnel ; le nom de famille (ou le nom d'école), Kobayakawa, précède donc le prénom (ou le nom d'artiste).
Kobayakawa Hideaki (小早川 秀秋, 1577-1er décembre 1602) est un daimyo de l'époque Sengoku.

## Biographie

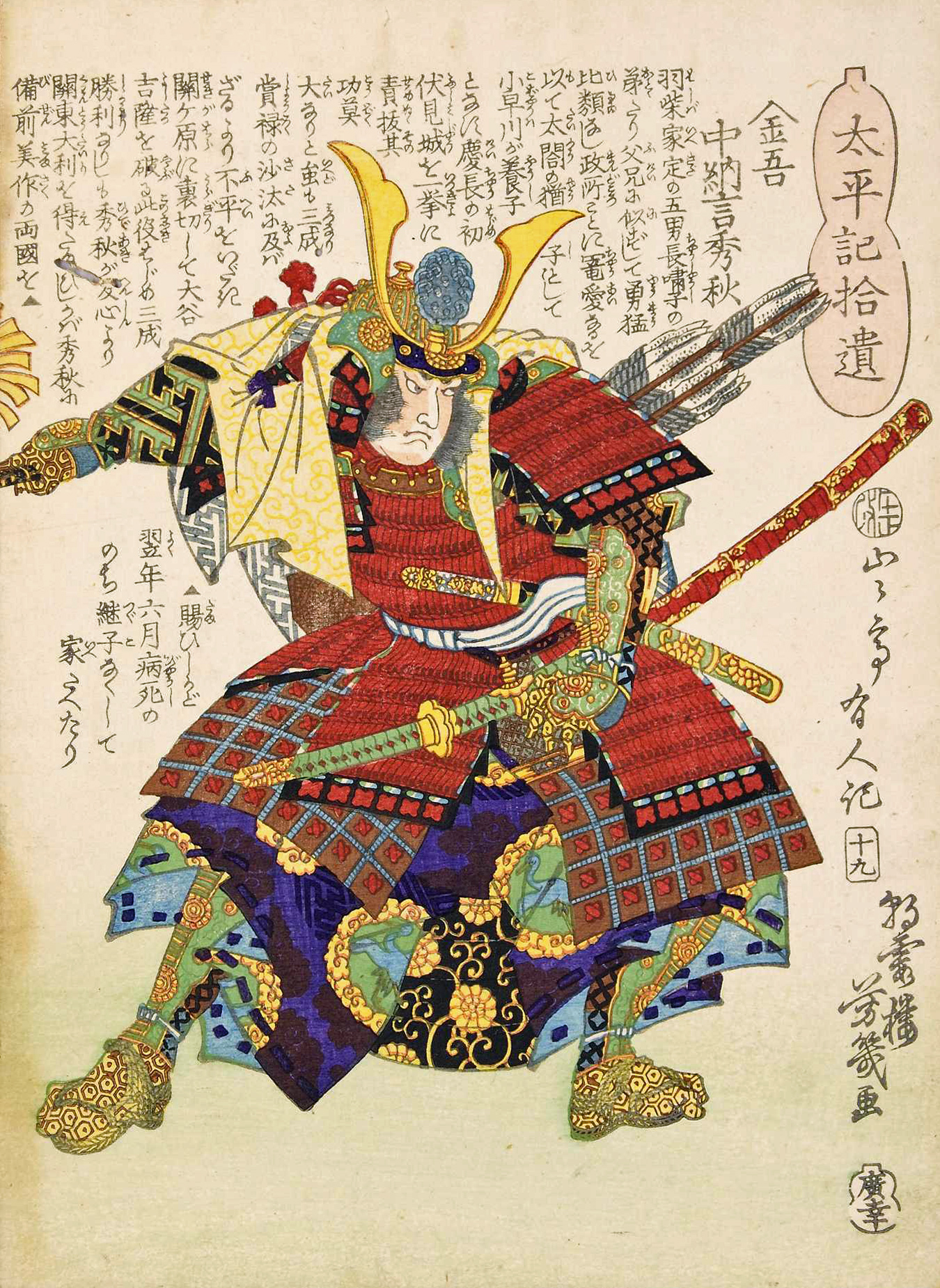
Ukiyo-e de Kobayakawa Hideaki.

Cinquième fils de Kinoshita Iesada et neveu de Hideyoshi Toyotomi, il est adopté par ce dernier et prend le nom de Hashiba Hidetoshi (羽柴 秀俊), puis son oncle le fait adopter à nouveau par Kobayakawa Takakage pour prendre l'héritage de ce clan.
Il participe à la campagne d'invasion de la Corée, à la suite de laquelle, après différents complots entre Ishida Mitsunari et Tokugawa Ieyasu, il se voit privé par Hideyoshi d'une grande partie de son domaine, ce dernier passant de 336 000 à 120 000 koku et relocalisé de Kyūshū à Echizen. Avant de mourir, Hideyoshi rétablit de nouveau Hideaki sur ses anciens domaines. Ieyasu Tokugawa, lui, s'arrange pour faire passer la disgrâce de Hideaki sur le compte de Ishida Mistunari et son rétablissement sur son propre compte.
À la mort de Hideyoshi, Hideaki se trouve donc dans des conditions favorables pour changer de camp au profit de Ieyasu. Il semble hésiter longtemps avant la bataille, est près de se joindre officiellement aux armées de l'Est, avant qu'Ishida Mistunari ne réussisse à la garder de son côté. Il envoie pourtant une lettre à Ieyasu Tokugawa avant la bataille de Sekigahara, pour l'assurer qu'il trahira ses alliés. Durant la bataille, il semble néanmoins toujours hésitant, ignorant les ordres de Mitsunari de charger le flanc des troupes de Ieyasu, puis les appels à l'aide de ce dernier, mais finit, sous une nuée de flèches d'avertissements de Tokugawa, par changer effectivement de camp, chargeant les troupes de Ōtani Yoshitsugu. Sa trahison, engendrant ensuite le retournement de plusieurs commandants des armées de l'Ouest, est considérée comme un moment clef de la bataille et de l'installation du shogunat Tokugawa. Pour autant, il ne reçoit qu'une faible amélioration de ses revenus de 50 000 koku. On le suppose devenu dément avant sa mort en 1602, sans héritier, faisant de lui le dernier daimyo du clan Kobayakawa.